# STS-55
STS-55 foi uma missão da nave Columbia, lançada de Cabo Canaveral em 26 de abril de 1993, que levou ao espaço o laboratório multifuncional Spacelab, para a realização de oitenta e oito experiências científicas de onze países diferentes, de ciências biológicas a observações da Terra.

## Tripulação
| Posição                  | Astronauta       |
| ------------------------ | ---------------- |
| Comandante               | Steven Nagel     |
| Piloto                   | Terence Henricks |
| Especialista de missão 1 | Jerry Ross       |
| Especialista de missão 2 | Charles Precourt |
| Especialista de missão 3 | Bernard Harris   |
| Especialista de carga 1  | Ulrich Walter    |
| Especialista de carga 2  | Hans Schlegel    |

## Hora de acordar
- 2° Dia: In My Eyes, de Stevie B.
- 3° Dia: Tears May Fall, do grupo TKA.
- 4° Dia: I Drove All Night, de Cyndi Lauper.
- 5° Dia: Vuelo, da banda Menudo.
- 6° Dia: Jeremy, da banda Pearl Jam.
- 7° Dia: Walk, da banda Pantera.
- 8° Dia: O Que Faz Falta, de José Afonso.
- 9° Dia: Train of Thought, de Cher.
- 10° Dia: Eve of Destruction, de Barry McGuire.

## Principais fatos
O Columbia carregou o segundo Spacelab alemão reutilizável na missão STS-55 e demonstrou a habilidade do ônibus espacial para a cooperação internacional, exploração e pesquisa no espaço. O módulo Spacelab e uma estrutura de suporte exterior experimental contidas no compartimento de carga compunham a carga do Spacelab D-2 (o primeiro voo de um Spacelab alemão, o D-1, voou na missão STS-61-A em Outubro de 1985). Os Estados Unidos e a Alemanha obtiveram uma significativa experiência para futuras operações em uma estação espacial.
A missão D-2, como ela era comumente chamada, continuou o programa de pesquisa sobre a microgravidade iniciado pela missão D-1. O German Aerospace Research Establishment (DLR) havia sido selecionado pela Agência Espacial Alemã (DARA) para conduzir a segunda missão. O DLR, a NASA, a Agência Espacial Européia (ESA), e agências na França e no Japão contribuíram para o programa científico D-2. Onze nações participaram nos experimentos. Dos 88 experimentos conduzidos na missão D-2, quatro foram patrocinados pela NASA.
O grupo trabalhou em dois turnos de meio período para realizar investigações nas áreas de mecânica dos fluidos, ciência dos materiais, ciências da vida, ciências biológicas, tecnologia, observações da Terra, física atmosférica e astronomia. Muitos dos experimentos avançaram as pesquisas da missão D-1 conduzindo testes similares, utilizando hardware aprimorado, ou implementando métodos que se utilizassem dos avanços técnicos alcançados até o ano de 1985. A missão D-2 também continha uma série de novos experimentos que não havia voado anteriormente na missão D-1.
A D-2 conduziu a primeira captura tele-robótica de um objeto flutuando livremente através de controladores na Alemanha. O grupo também conduziu a primeira injeção intravenosa de solução salina no espaço para estudar a resposta do corpo humano à substituição direta de fluidos como uma contra-medida para problemas durante o voo espacial. Eles também completaram com sucesso um procedimento de manutenção em voo de coletagem de água suja, permitindo que a missão continuasse.
Os membros da STS-55 também participaram de dois experimentos de radioamadorismo, o SAREX II dos Estados Unidos e o SAFEX da Alemanha. Os experimentos permitiram que estudantes e operadores de radioamador de todo o mundo conversassem diretamente com o ônibus espacial em órbita e também a participação em uma conferência de medicina espacial junto com a Clínica Mayo.